# UFC Fight Night: Dern vs. Yan
UFC Fight Night: Dern vs. Yan (también conocido como UFC Fight Night 211, UFC on ESPN+ 69 y UFC Vegas 61) fue un evento de artes marciales mixtas producido por Ultimate Fighting Championship que tuvo lugar el 1 de octubre de 2022 en las instalaciones del UFC Apex en Enterprise, Nevada, parte del área metropolitana de Las Vegas, Estados Unidos.

## Antecedentes
Normalmente, la UFC vende un número limitado de entradas VIP para los eventos en el UFC Apex, pero a principios de la semana del evento se anunció que este evento estaría cerrado al público y a los medios de comunicación. El día de los medios de comunicación y los pesajes estuvieron disponibles para los medios, pero la noche del evento estuvo prohibida. Aunque no se reveló la razón de esas medidas, se rumoreó que el cofundador de Facebook y su empresa matriz Meta Platforms (antes Facebook, Inc.), Mark Zuckerberg, había reservado la arena para un evento privado, algo que el presidente de la UFC, Dana White, negó con vehemencia. A pesar del desmentido, Zuckerberg y su mujer fueron los únicos aficionados que se vieron en el Apex durante la retransmisión.
El combate de peso paja femenino entre Mackenzie Dern y Yan Xiaonan encabezó el evento.
En este evento se esperaba un combate de peso gallo entre Cody Garbrandt y Rani Yahya. El emparejamiento estaba previamente programado para UFC on ESPN: dos Anjos vs. Fiziev, pero Yahya se retiró debido a una lesión en el cuello. A su vez, Yahya volvió a retirarse a mediados de septiembre por razones desconocidas. El combate se desechó por completo cuando Garbrandt sufrió una lesión a mediados de septiembre.
Se esperaba un combate de peso ligero entre Vinc Pichel y Jesse Ronson en el evento. Sin embargo, Pichel se retiró por una lesión no revelada y fue sustituido por Joaquim Silva.
Cheyanne Vlismas y Tabatha Ricci tenían previsto enfrentarse en un combate de peso paja femenino. Vlismas se retiró a finales de agosto por motivos personales y fue sustituida por Jessica Penne. Sin embargo, poco antes del evento, el combate se canceló porque Penne se retiró por enfermedad.
Un combate de peso pesado entre Ilir Latifi y Aleksei Oleinik tuvo lugar en el evento. El emparejamiento fue programado y cancelado dos veces antes: primero para UFC on ESPN: Blaydes vs. Daukaus y más tarde en UFC 273, pero Latifi se retiró en cada ocasión.
Se esperaba que Chelsea Chandler y Leah Letson se enfrentaran en un combate de peso gallo femenino. Sin embargo, Letson se retiró a finales de agosto por motivos personales y fue sustituida por Julija Stoliarenko, por lo que pasó a ser un combate de peso acordado de (140 libras).
Se programó un combate de peso ligero entre Mike Davis y Uroš Medić para el evento. Sin embargo, Medić fue retirado del combate por razones no reveladas y sustituido por Viacheslav Borshchev.
Un combate de peso pesado entre Jairzinho Rozenstruik y Chris Daukaus estaba originalmente programado para el evento. Sin embargo, por razones desconocidas, el combate se trasladó al 10 de diciembre en UFC 282.
Para este evento estaba previsto un combate de peso semipesado entre Maxim Grishin y Philipe Lins. A pesar de que ambos hombres dieron el peso, el combate se canceló mientras el evento estaba en marcha debido a un problema médico no revelado.

## Premios de bonificación
Los siguientes luchadores recibieron bonificaciones de  $50000 dólares.
- Pelea de la Noche: John Castañeda vs. Daniel Santos
- Actuación de la Noche: Joaquim Silva, Brendan Allen, Chelsea Chandler y Guido Cannetti